# Černý důl (přírodní rezervace)
Černý důl je přírodní rezervací od roku 1933, nachází se poblíž obce Bartošovice v Orlických horách v okrese Rychnov nad Kněžnou, nedaleko Neratova. Je součástí chráněné krajinné oblasti Orlické hory.
Vyhlášena byla proto, aby chránila bukojedlový les s prameništi a jeho biologická společenstva. Z důvodu ochrany zdrojovky hladkosemenné neboli zdrojovky prameništní je území udržováno proti úbytku vody a zarůstání dřevinami, což zajišťuje správa AOPK ČR – RP Východní Čechy, která má oblast starost.
Přírodní rezervace o rozloze 22,08 ha se nachází na východním úbočí Anenského vrchu o nadmořské výšce 778–886 metrů.

## Lokalita
Přírodní rezervace Černý důl se rozprostírá na úpatí Anenského vrchu, jež je součástí horského hřebene Orlických hor. V okolí se střídá smrkový les s původním bukovým lesem. Rezervace se nachází mezi tvrzí Hanička a osadou Hadinec.
Při vzniku osady, která se nachází na hranici rezervace, byla lesní půda přeměněna na zemědělskou půdu, po desetiletí zde probíhalo zemědělství. Dnes už jsou zde pouze louky anebo zde byl vysázen smrk.
Prameniště jsou přítoky potoka Hadinec, který se u Samoty Adelheid vlévá do Divoké Orlice. Když se do rezervace vypravíte na jaře nebo po dešti, překvapí vás místo s mnoha malými potůčky.

## Historie
Území bylo vyhlášeno Ministerstvem školství a národní osvěty za přírodní rezervaci 31. prosince 1933 kvůli zachování bukosmrkového lesa pralesního charakteru.
V letech 1936–1938 vznikalo na hraničním hřebenu Orlických hor vojenské opevnění, které mělo chránit Českou republiku před invazí Německa. Stavba byla předčasně ukončena podepsáním Mnichovské dohody v září 1938. Vznikající opevnění vyžadovalo vykácení velké plochy lesa, aby byla umožněna viditelnost mezi jednotlivými bunkry. Po druhé světové válce bylo potřeba odlesněné plochy rychle zalesnit a to nejrychleji rostoucí dřevinou – smrkem. Proto v Orlických horách vedle sebe existují velké smrkem porostlé plochy a původní bučiny, které stály mimo trajektorii bunkrů. Roku 1937 docházelo k odlesnění Anenského vrchu a proto byla přenesena kaple sv. Anny do oblasti dnešní přírodní rezervace, čímž byla zachráněna před zbouráním.
Roku 1954 byla oblast Ministerstvem kultury vyhlášena státní přírodní rezervací, tento status byl ale roku 2015 zrušen Ministerstvem životního prostředí, společně s některými právními předpisy o vyhlášení zvláště chráněných území a od 22. dubna 2015 nese název přírodní rezervace Černý důl.
Do sedmdesátých let 20. století byla přírodní rezervace Černý důl jednou z nemnoha lokalit s výskytem tetřívka obecného v Orlických horách.

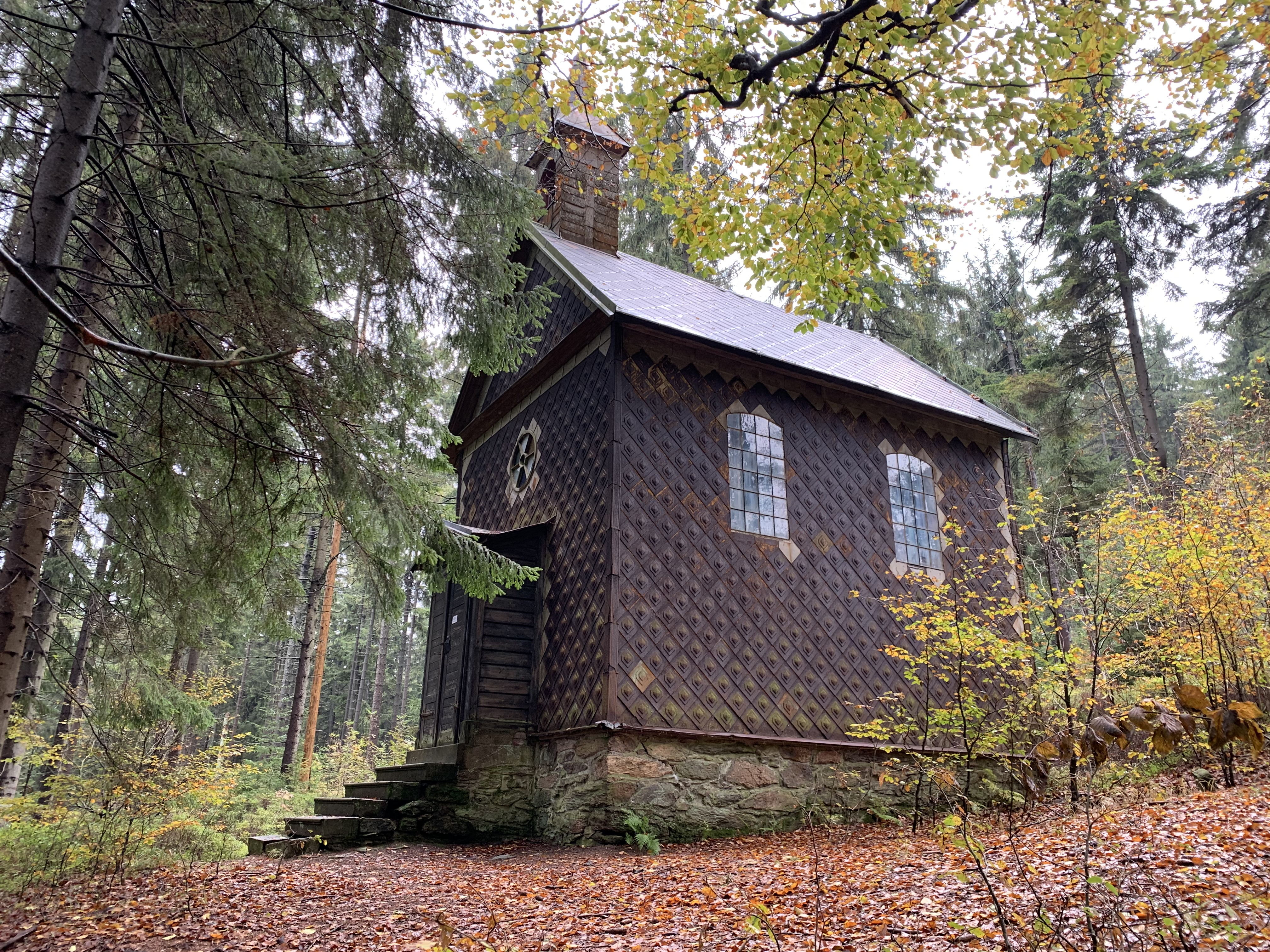
V roce 1937 byla kaple přemístěna z Anenského vrchu do dnešní přírodní rezervace kvůli stavbě pohraničního opevnění

## Přírodní poměry

### Geologie
Podloží je tvořeno z větší části vrstevnatou rulou, tzv. ortorulou a částečně svorem, jež jsou součástí orlicko-kladské klenby.

### Pedologie
Půdní profil je poměrně chudý na živiny. Převážně se jedná o podzolové hnědé lesní půdy. V okolí pramenišť se nachází horské gleje až rašelinné půdy, které jsou bohatší na minerální látky.

### Hydrologie
Díky podzemní vodě se v rezervaci nachází mnoho pramenišť, která jsou ideálním biotopem pro řadu rostlin a živočichů. Vodní režim je závislý na srážkách. Na podzim, po větších deštích se koryta potůčků zaplní vodou a místo je k nepoznání. Celoročně prázdná koryta najednou probudí život v lese.

### Klima
Klima Orlických hor je horského charakteru. Nejvyšší měsíční úhrny srážek se objevují v červenci a srpnu, ale v posledních letech i v listopadu a prosinci. V oblasti Orlických hor je spolu s Krkonošemi zaznamenáván nejčastější výskyt bouřek na území Čech. Počet srážkových dní je v Orlických horách největší v zimě (prosinec–leden), nejmenší v přechodných ročních obdobích (březen–duben, září–říjen). Doba setrvání sněhové pokrývky se rok od roku zkracuje. Poslední roky bylo maximum od začátku února do konce března. V tuto roční dobu dochází i k velkým poryvům větru, který je doprovázen vánicemi, což může mít neblahý dopad na vegetaci. Na jaře a v létě odpovídá teplota horskému ne příliš teplému klimatu.

### Flóra
Z botanického hlediska se jedná o chudší horské území, odpovídající společenstvu květnatých a kyselých bučin.
Ve stromovém patře převažuje buk lesní (Fagus sylvatica) a smrk ztepilý (Picea abies), s výrazným zastoupením jedle bělokoré (Abies alba) a javoru klenu (Acer pseudoplatanus).
Bylinné patro je bohaté díky prameništím, která poskytují ideální podmínky pro růst horské květeny, např. blatouch bahenní poléhavý (Caltha palustris subsp. procumbens), zdrojovka hladkosemenná (Montia fontana), třtina chloupkatá (Calamagrostis villosa), borůvka černá (Vaccinium myrtillus), pstroček dvoulistý (Maianthemum bifolium), kapraď rozložená (Dryopteris dilatata), papratka samičí (Athyrium filix-femina), samorostlík klasnatý (Actaea spicata), kyčelnice cibulkonosná (Dentaria bulbifera), řeřišnice hořká (Cardamine amara) a další.
Mechové patro je zastoupeno vlhkomilnými mechy, jako je lesklec širolistý (Plagiothecium platyphyllum), bělomech sivý (Leucobryum glaucum) a na prameništích roste kostrbatec větevnatý (Rhytidiadelphus subpinnatus).
Významné jsou ohrožené druhy lišejníků, které se v oblasti nachází, např. Agonimia repleta, Arthonia helvola, Bacidia subincompta.
Biatora fallax a Dictyocatenulata alba zatím nebyly ze Středních Sudet (Orlických hor) známé.
Výskyt hub odpovídá skladbě lesa. Roste zde krásnorůžek lepkavý (Calocera viscosa), korálovec bukový (Hericium clathroides), nebo hřib žlutomasý (Xerocomellus chrysenteron) a další.

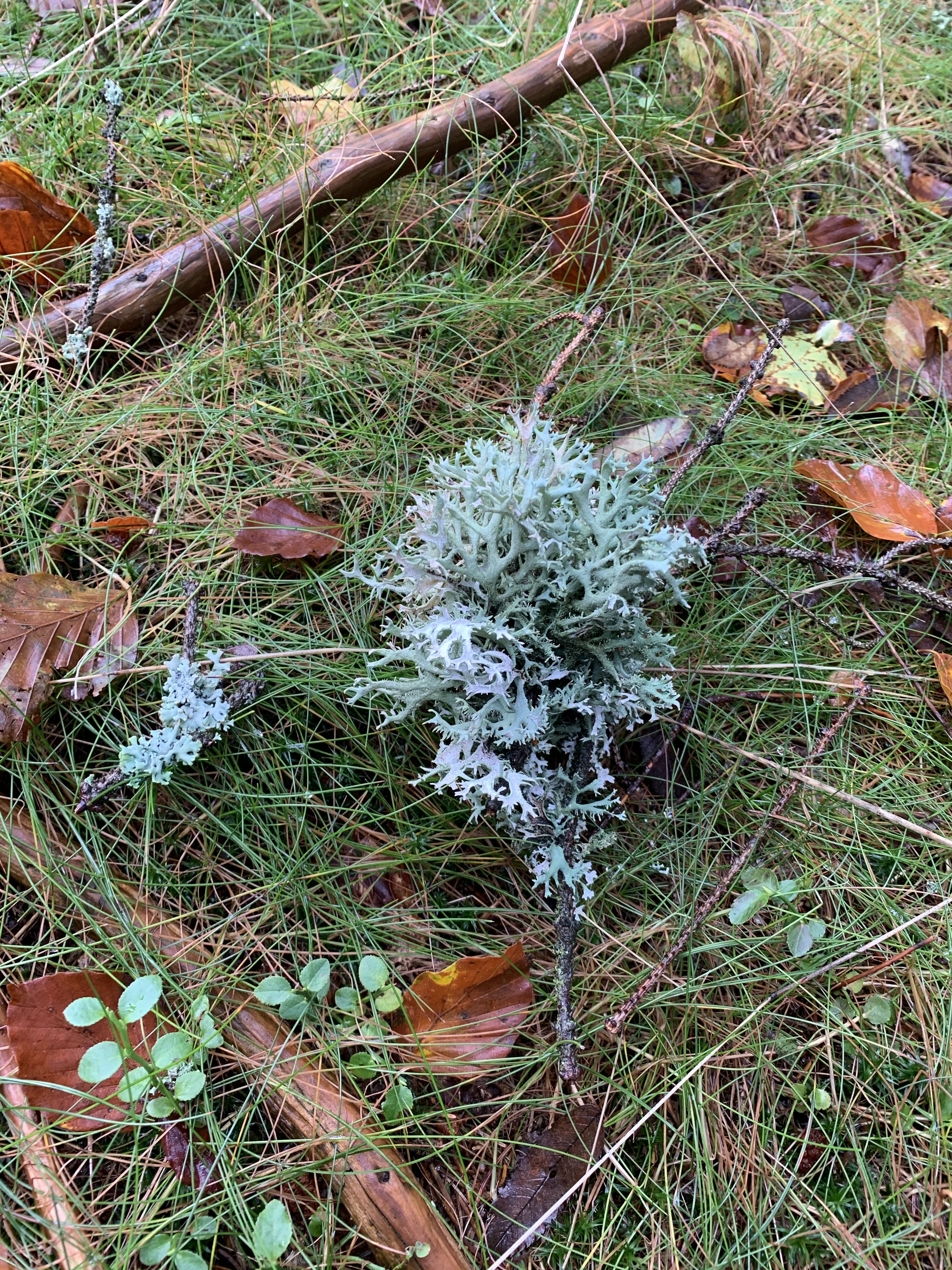
Lokalita je ceněná pro hojný výskyt lišejníků

### Fauna
Jedlobučiny a prameniště poskytují útočiště pro řadu vzácných druhů bezobratlých.
Celkem bylo doposud determinováno 81 druhů (331 jedinců) brouků. Šest druhů je vedeno na červeném seznamu. Žádný druh nepatří mezi zákonem chráněné druhy.
Žije zde například roháček bukový (Sinodendron cylindricum), lesklec (Rhizophagus brancsiki) a další.
Mezi rozšířené obratlovce patří ropucha obecná (Bufo bufo), datel černý (Dryocopus martius), linduška lesní (Anthus trivialis), čáp černý (Ciconia nigra), sýc rousný (Aegolius funereus), rejsek obecný (Sorex araneus) nebo norník rudý (Myodes glareolus).

## Ochrana
Cílem péče o přírodní rezervaci je udržování přírodě blízké druhové skladby lesa. Nejstarší část lesních porostů je oplocena a ponechána bez zásahu svému vývoji. Prameniště s výskytem zdrojovky prameništní se udržují proti úbytku vody a proti zarůstání dřevinami. V zájmu podpory hnízdních populací ptáků je v území přírodní rezervace v období jejich rozmnožování dodržován klidový režim. Pro podporu živočichů využívajících dutiny ve stromech a trouchnivějící dřevo jsou v porostech ponechávány vybrané dutinové stromy a souše do úplného rozpadu.
V současné době probíhá na části území těžba dřeva napadeného kůrovcem.

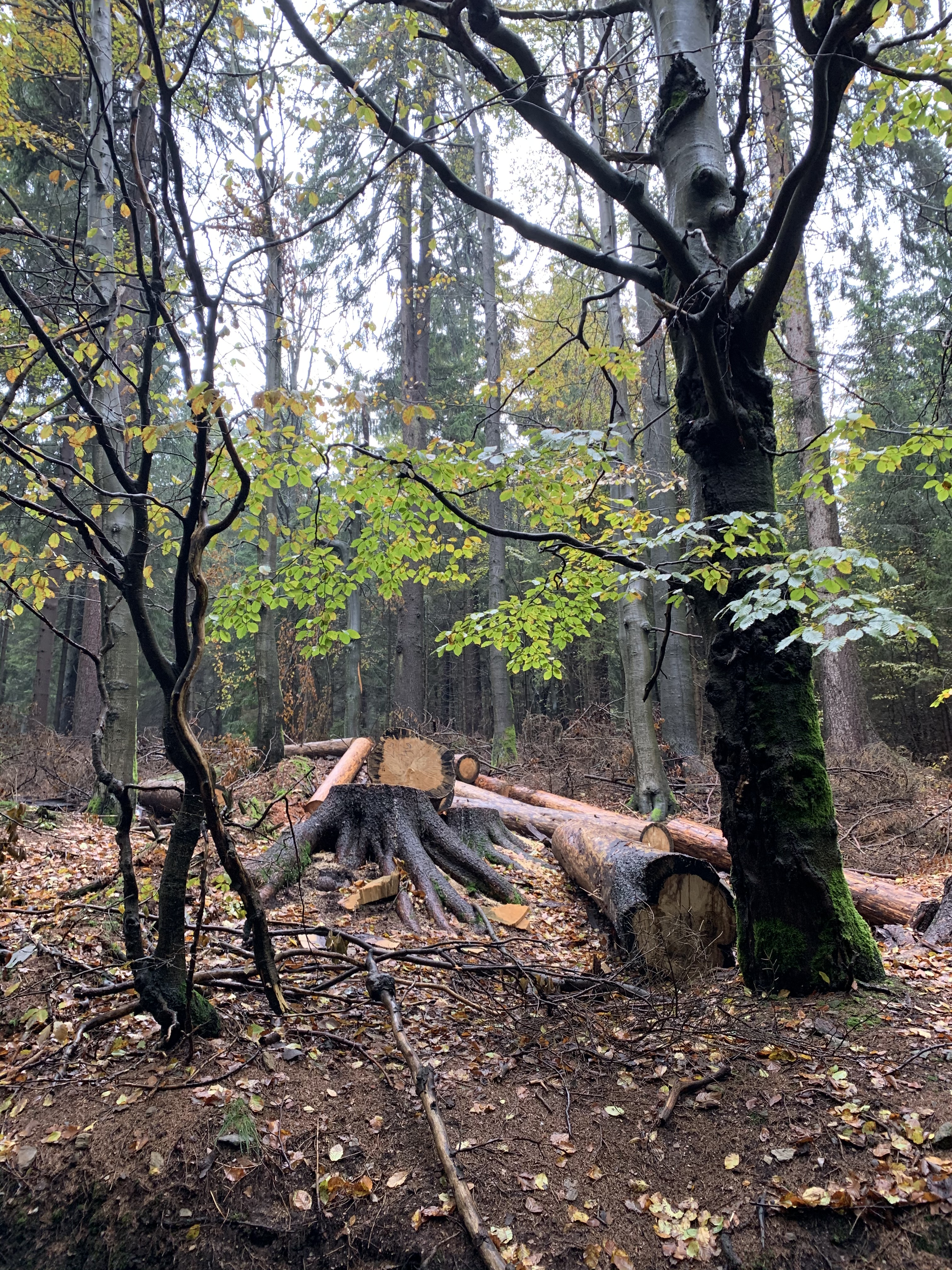
Těžba dřeva napadeného kůrovcem

## Turistika
Přírodní rezervace se nachází dva kilometry od parkoviště Hanička/Panské pole, odkud k rezervaci vede modrá turistická značka. Další možností je trasa z Neratova, přes Hadinec, která vede po modré z druhé strany, ta je necelé čtyři kilometry dlouhá. Nejhezčí je lesní cesta údolím Hadince, začínající u Samoty Adelheid, která má přes čtyři kilometry a vede kolem potoka až k vyhlídce, od které je vidět hranice rezervace.

## Galerie

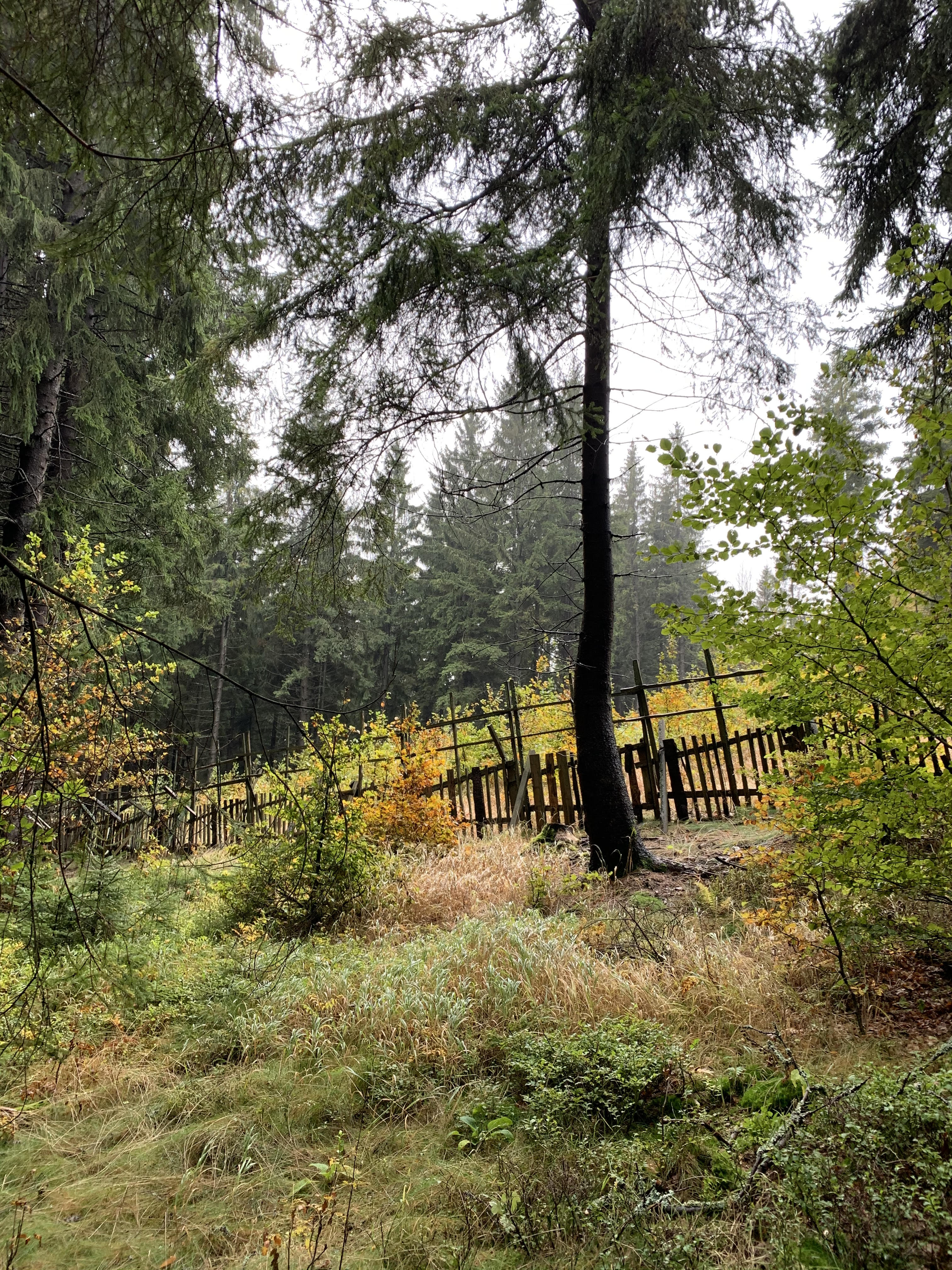
Oplocená část rezervace chrání semenáčky
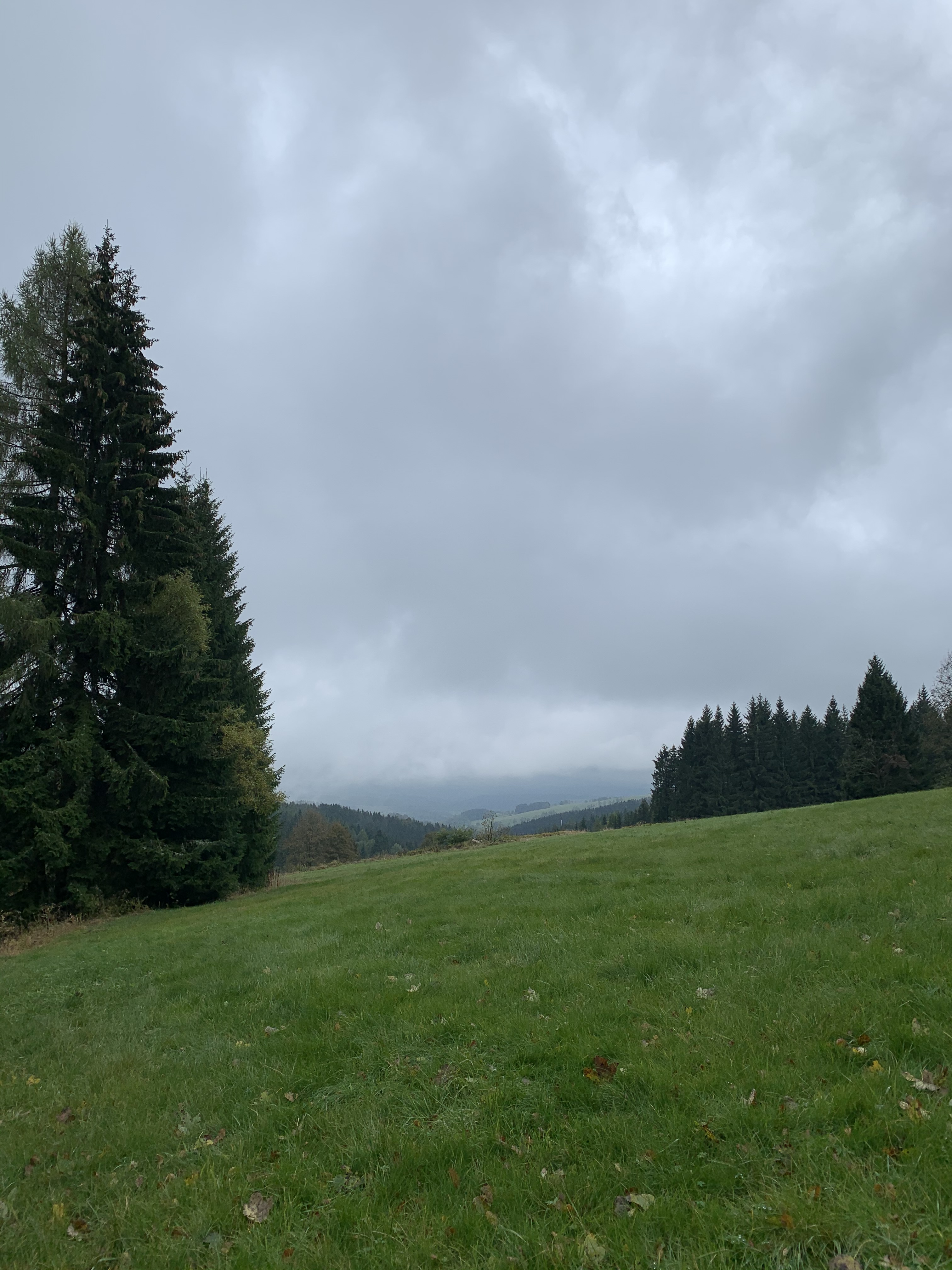
Výhled do údolí na hranici lesa
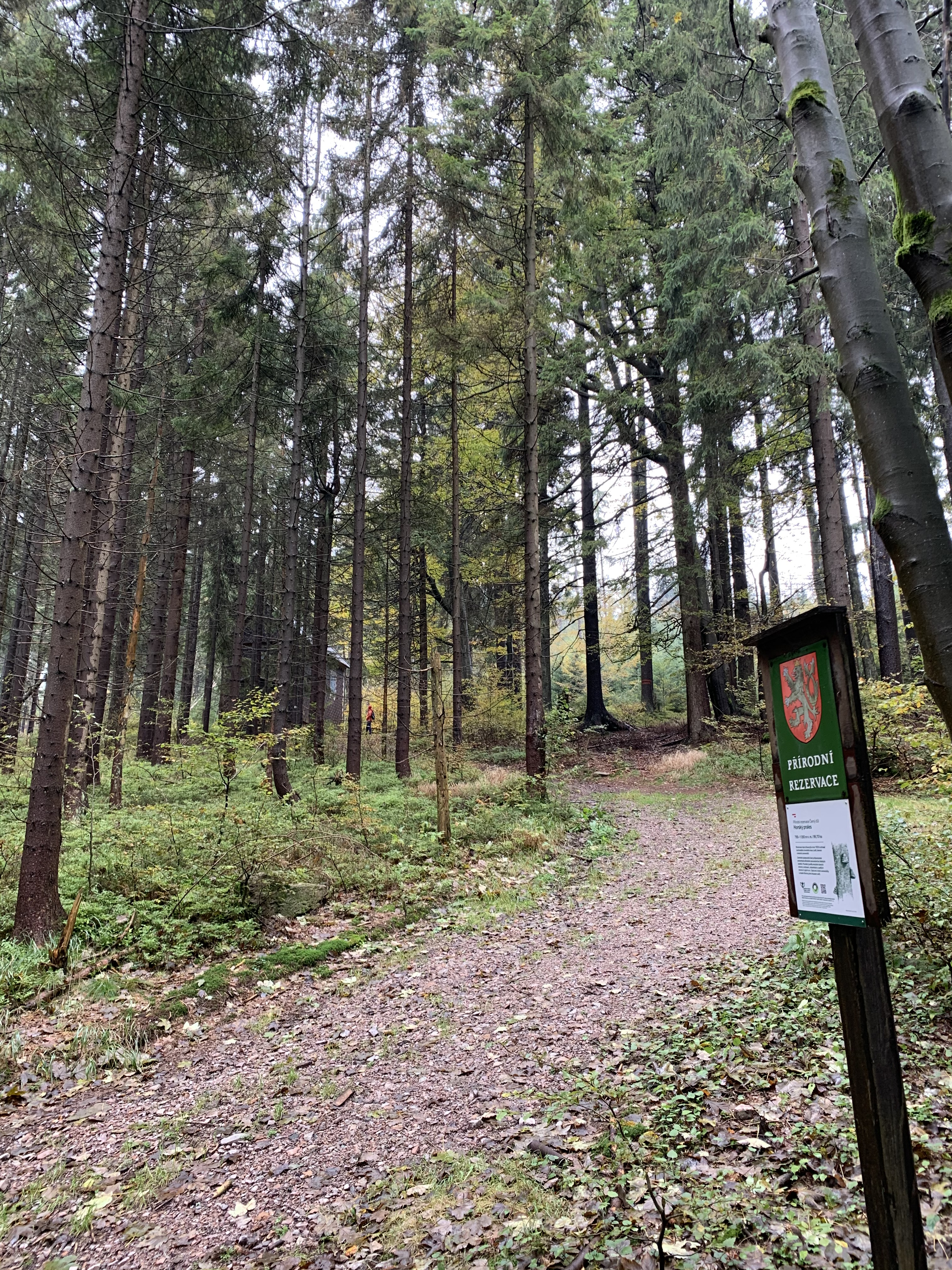
Hranice rezervace s výhledem na kapli svaté Anny